# Beloglottis hameri
Beloglottis hameri är en orkidéart som beskrevs av Leslie Andrew Garay. Beloglottis hameri ingår i släktet Beloglottis och familjen orkidéer. Inga underarter finns listade i Catalogue of Life.